# رباط صفاقي
الأربطة الصفاقية (بالإنجليزية: Peritoneal ligaments)‏ هي طيات من الصفاق تربط عضو بعضو آخر أو بجدار البطن.
من هذه الأربطة نذكر:
- رباط معدي قولوني: يربط بين المعدة والقولون المستعرض.[1]
- رباط طحالي قولوني: يربط محفظة الطحال بالقولون المستعرض.[2]
- رباط معدي طحالي
- رباط معدي حجابي
- رباط حجابي قولوني
- الأربطة الكبدية: 1. رباط مدور، 2. رباط مثلثي : أيمن وأيسر. 3. رباط إكليلي.4. رباط كبدي معدي. 5. رباط كبدي اثناعشري. 6. رباط منجلي